# Владимир Іванов
Владимир Іванов (болг. Владимир Иванов, нар. 6 лютого 1973, Софія) — болгарський футболіст, що грав на позиції захисника.
Виступав, зокрема, за клуби «Славія» (Софія) та «Локомотив» (Пловдив), а також національну збірну Болгарії.
Дворазовий чемпіон Болгарії. Триразовий володар Кубка Болгарії. Володар Кубка Болгарії (як тренер).

## Клубна кар'єра
У дорослому футболі дебютував 1991 року виступами за команду «Славія» (Софія), в якій провів п'ять сезонів, взявши участь у 85 матчах чемпіонату. За цей час виборов титул чемпіона Болгарії.
Згодом з 1997 по 2002 рік грав у складі команд «Левскі», «Боруссія» (М) II, «Локомотив» (Софія) та «Левскі». Протягом цих років додав до переліку своїх трофеїв ще один титул чемпіона Болгарії.
Своєю грою за останню команду привернув увагу представників тренерського штабу клубу «Локомотив» (Пловдив), до складу якого приєднався 2002 року. Відіграв за команду з Пловдива наступні чотири сезони своєї ігрової кар'єри. Більшість часу, проведеного у складі пловдивського «Локомотива», був основним гравцем захисту команди.
Завершив ігрову кар'єру у команді «Славія» (Софія), у складі якої вже виступав раніше. Повернувся до неї 2006 року, захищав її кольори до припинення виступів на професійному рівні у 2009 році.

## Виступи за збірну
У 2002 році дебютував в офіційних матчах у складі національної збірної Болгарії.
У складі збірної був учасником чемпіонату Європи 2004 року у Португалії.
Загалом протягом кар'єри в національній команді, яка тривала 3 роки, провів у її формі 7 матчів.

## Титули і досягнення

### Як гравця
- Чемпіон Болгарії (2):

«Славія» (Софія): 1995-1996
«Левскі»: 2001-2002
- Володар Кубка Болгарії (3):

«Славія» (Софія): 1995-1996
«Левскі»: 1997-1998, 2001-2002

### Як тренера
- Володар Кубка Болгарії (1):

«Славія» (Софія): 2017-2018